# أليكساندر بونوت
أليكساندر بونوت (بالفرنسية: Alexandre Bonnot)‏ هو لاعب كرة قدم فرنسي في مركز الوسط، ولد في 31 يوليو 1973 في بواسي في فرنسا. لعب مع باريس سان جيرمان وكوينز بارك رينجرز ونادي أنجيه ونادي هبوعيل بئر السبع ونادي واتفورد.

## وصلات خارجية
- أليكساندر بونوت على موقع قاعدة بيانات كرة القدم.إي يو (الإنجليزية)
- أليكساندر بونوت على موقع Soccerbase.com (لاعب) (الإنجليزية)
- أليكساندر بونوت على موقع عالم كرة القدم.نت (الإنجليزية)